# Hermann Wislicenus

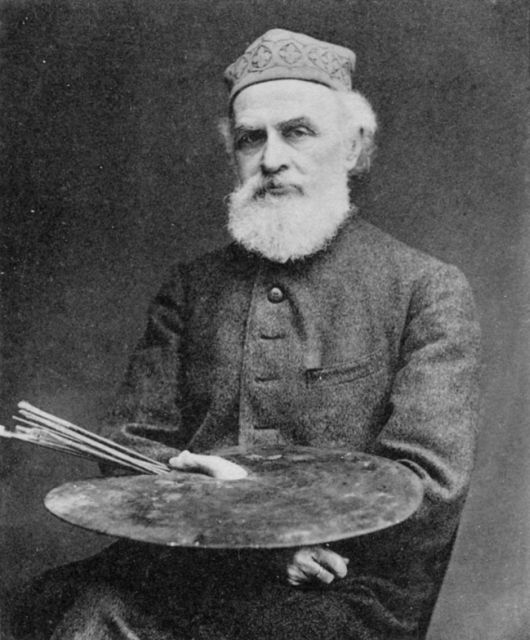
Hermann Wislicenus.

Hermann Wislicenus, född den 20 september 1825 i Eisenach, död den 25 april 1899 i Goslar, var en tysk målare, far till Max och Hans Wislicenus.
Wislicenus studerade i Dresden för Bendemann och Schnorr och debuterade med en kartong, Abundantia och Miseria, som hade stor framgång på grund av enkel komposition och säker karakteristik (kartongen i Leipzigs museum, i olja i Dresdens museum). Sedan han utfört teckningar och vattenfärgsmålningar, som De fyra årstiderna, Tro, hopp och kärlek med flera, vistades han i Rom 1853-1857, därefter tio år i Weimar och blev 1868 professor vid akademien i Düsseldorf. 
Hans främsta område var monumentalmåleri, han behandlade Prometeusmyten (Leipzigs museum), Människans kamp mot elementen (kartong i museet i Weimar) och andra. Vidare märks hans väggmålningar i ett gravkapell i Weimars slottskyrka, fresker i romerska huset i Leipzig (Cornelia, Gracchernas moder, Brutus dömer sina söner till döden). I Düsseldorf fullbordade han bland annat Årstiderna (4 dekorativa målningar i Berlins Nationalgalleri). 
Åren 1876 och 1877 erhöll Wislicenus första priset vid tävlan om målningar i kejserliga huset i Goslar, där han, biträdd av sina lärjungar, sedan utförde en cykel väggbilder med ämnen ur det gamla och det nya tyska kejsarrikets historia. De avslutades 1897; ett planschverk över dem utgavs i Goslar 1904. 